# Спаське (Сумський район)
Спа́ське —  село в Україні, у Миколаївській сільській громаді Сумського району Сумської області. Населення становить 255 осіб. До 2016 орган місцевого самоврядування — Миколаївська сільська рада.

## Географія
Село Спаське знаходиться біля витоків безіменного струмка, який через 5,5 км впадає в річку Олешня, нижче за течією на відстані 2 км розташоване село Миколаївка. На відстані 1 км розташоване село Графське.

## Історія
31 травня 2025 року Начальник Сумської ОВА Олег Григоров підписав розпорядження про обов’язкову евакуацію жителів 11 населених пунктів Сумського району: Горобівка, Штанівка, Воронівка, Янченки, Цимбалівка, Шкуратівка, Кровне, Миколаївка, Руднівка, Спаське, Капітанівка.